# Сјанов
Сјанов (пољ. Sianów) је град у Пољској у Војводству Западно Поморје у Повјату кошалињском. Према попису становништва из 2011. у граду је живело 6.690 становника.

## Становништво
Према прелиминарним подацима са пописа, у граду је 2011. живело 6.690 становника.
| 2002. | 2011. | 2012. |
| ----- | ----- | ----- |
| 6.579 | 6.690 | 6.643 |